# ローラ・ポイトラス
ローラ・ポイトラス（Laura Poitras、1964年2月2日 - ）はアメリカのドキュメンタリー映画監督・映画プロデューサー・ジャーナリストである。

## 経歴
1964年2月2日、マサチューセッツ州ボストンに生まれる。
2003年、オハイオ州コロンバスにおけるジェントリフィケーションに迫ったドキュメンタリー『Flag Wars』で注目される。2006年にはイラク戦争後のアメリカ占領下にあるイラクの人々の生活にせまったドキュメンタリー『My Country, My Country』を発表。本作にて、ポイトラスはアカデミー長編ドキュメンタリー映画賞やエミー賞などにノミネートされた。2010年には、グアンタナモ湾収容キャンプを題材にした『The Oath』を製作している。
2014年、エドワード・スノーデンによるアメリカ政府の国民に対するプライバシー侵害の告発を記録したドキュメンタリー映画『シチズンフォー スノーデンの暴露』を発表。本作は『My Country, My Country』、『The Oath』に続く9.11後のアメリカ3部作とされている。また、本作は高く評価され、ポイトラスは第87回アカデミー賞長編ドキュメンタリー映画賞を始め、世界中の数多くの賞を受賞した。
2023年、写真家ナン・ゴールディンの生涯とオピオイド鎮痛薬の使用ヘの抗議活動を描いたドキュメンタリー映画『美と殺戮のすべて』が公開された。本作は第79回ヴェネツィア国際映画祭において金獅子賞を受賞。翌年のアカデミー賞においては自身3度目となる長編ドキュメンタリー映画賞ノミネートを達成した。

## 主な作品
- Exact Fantasy（1995）
- Flag Wars（2003）
- Oh Say Can You See...（2003）
- My Country, My Country（2006）
- The Oath（2010）
- 『シチズンフォー スノーデンの暴露』 - Citizenfour（2014）
- 『リスク: ウィキリークスの真実』 - Risk（2016）
- 『永遠に続く嵐の年』 - The Year of the Everlasting Storm（2021）
- Terror Contagion（2021）
- 『美と殺戮のすべて』 - All the Beauty and the Bloodshed（2022）